# Eianina
Eianina (Purçilli in arbëreshë) è l'unica frazione del comune di Frascineto in provincia di Cosenza.
Situata alle pendici della catena del Dolcedorme a 458 metri di altitudine sul livello del mare, costituisce una delle comunità di lingua, tradizione e cultura albanese della regione. È un luogo ancor molto legato alla propria identità arbëreshe (albanese) e conserva il rito religioso orientale. Nonostante sia uno tra i più piccoli paesi fondati dagli esuli albanesi nel XV secolo, ha dato i natali a un buon numero di intellettuali italo-albanesi.

## Geografia fisica

### Idrografia
Il fiume Eiano (Ejanë), da cui prende nome il paese, nasce a sud dell'abitato, e dopo aver attraversato la Contrada di "Mururuti" percorre la valle in cui è sito il Santuario della Madonna della Catena, presso Cassano all'Jonio e sbocca in località Doria, versandosi nelle acque dell'Esaro insieme al quale sfocia nelle acque del Coscile. Ha una portata di 500 litri al secondo e fornisce di acqua Frascineto, Eianina e tutti i paesi limitrofi da quando le acque sono state convogliate. Il nome del fiume a sua volta trae origine dalla città di Janinë (çameria), un tempo abitata prevalentemente da popolazioni albanesi.

### Clima
Il clima di Eianina è piuttosto temperato, anche se, in inverno, il vento di Borea soffia con violenza.

## Origini del nome
Eianina (Purçilli), talvolta anche in albanese Janìna, si chiamava anticamente li Porticilli, poi mutato in Percile e infine in Porcile. Verso la fine degli anni trenta del XX secolo fu chiesto un cambiamento del nome, e il paese fu ribattezzato Eianina, in omaggio a Giànnina, città dell'Epiro, in Grecia, abitata da popolazioni albanesi.

## Storia
I profughi albanesi che fondarono Eianina giunsero in Calabria nel 1470 e si stabilirono nel territorio attuale nel 1491. Nessuno storico riferisce se, prima della venuta degli arbëreshë, Eianina fosse abitata.
Il registro dei battezzati s'inizia nell'anno 1703; le prime famiglie che si stanziarono nel paese erano quaranta, e a esse furono assegnate 400 moggiate di terreno da parte del principe di Cariati, duca di Castrovillari. Gli albanesi residenti a Eianina dovettero lottare per sopravvivere, sia contro la natura arida, sia contro i feudatari, sia contro i vicini italiani.

## Monumenti e luoghi d'interesse

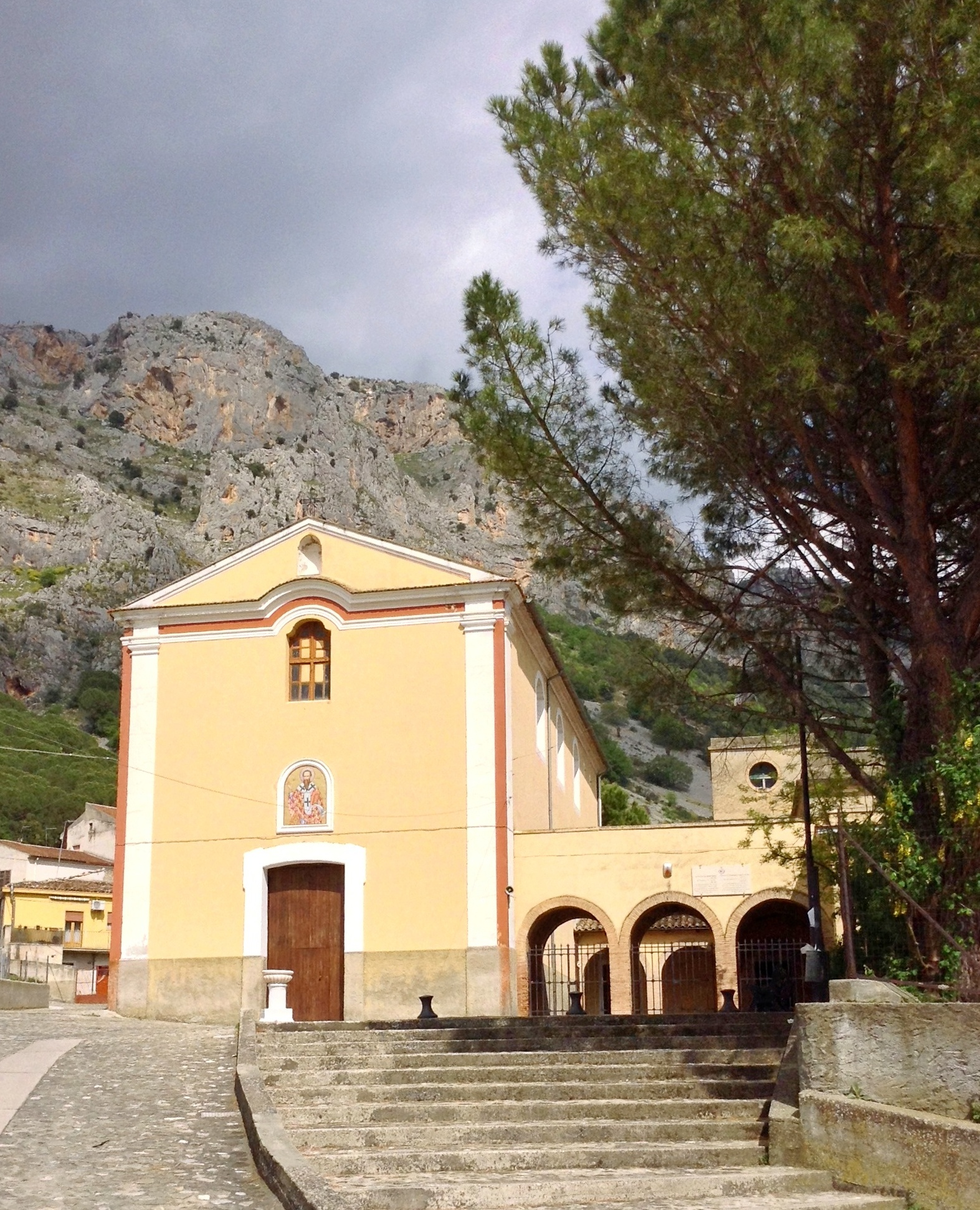
Chiesa San Basilio Magno

Peculiare e meravigliosa è la chiesa di rito bizantino dedicata a san Basilio Magno (Qisha e Shën Vasilit të Madh) e costruita nel XVII secolo in stile barocco e con un'unica navata. La chiesa possiede un ricco patrimonio iconografico.

## Cultura

### Istituzioni, enti e associazioni
- Zëri i Arbëreshvet (La Voce degli Albanesi)
- Jeta Arbëreshe (Mondo Italo-Albanese)

### Feste, tradizioni e folclore
Tra le iniziative economico, folkloristiche e religiose si ricordano:
- le Valle;
- la Settimana Santa secondo la liturgia bizantina (Java e Madhe);
- la festa della Madonna di Lassù (Shën Mëria Këtje lartë);
- la fiera di San Pietro e Paolo, 29 giugno, a Frascineto, dove si svolge un grande mercato, famoso per i formaggi tipici del Pollino;
- la festa dell'Assunta e festa del vino, 15 agosto;
- la festa della Dedicazione della Chiesa;
- la festa del Concepimento di Santa Anna, il 9 dicembre;
- festività di Santa Lucia e i falò (piçKaminet), il 13 dicembre.

#### Le Valle

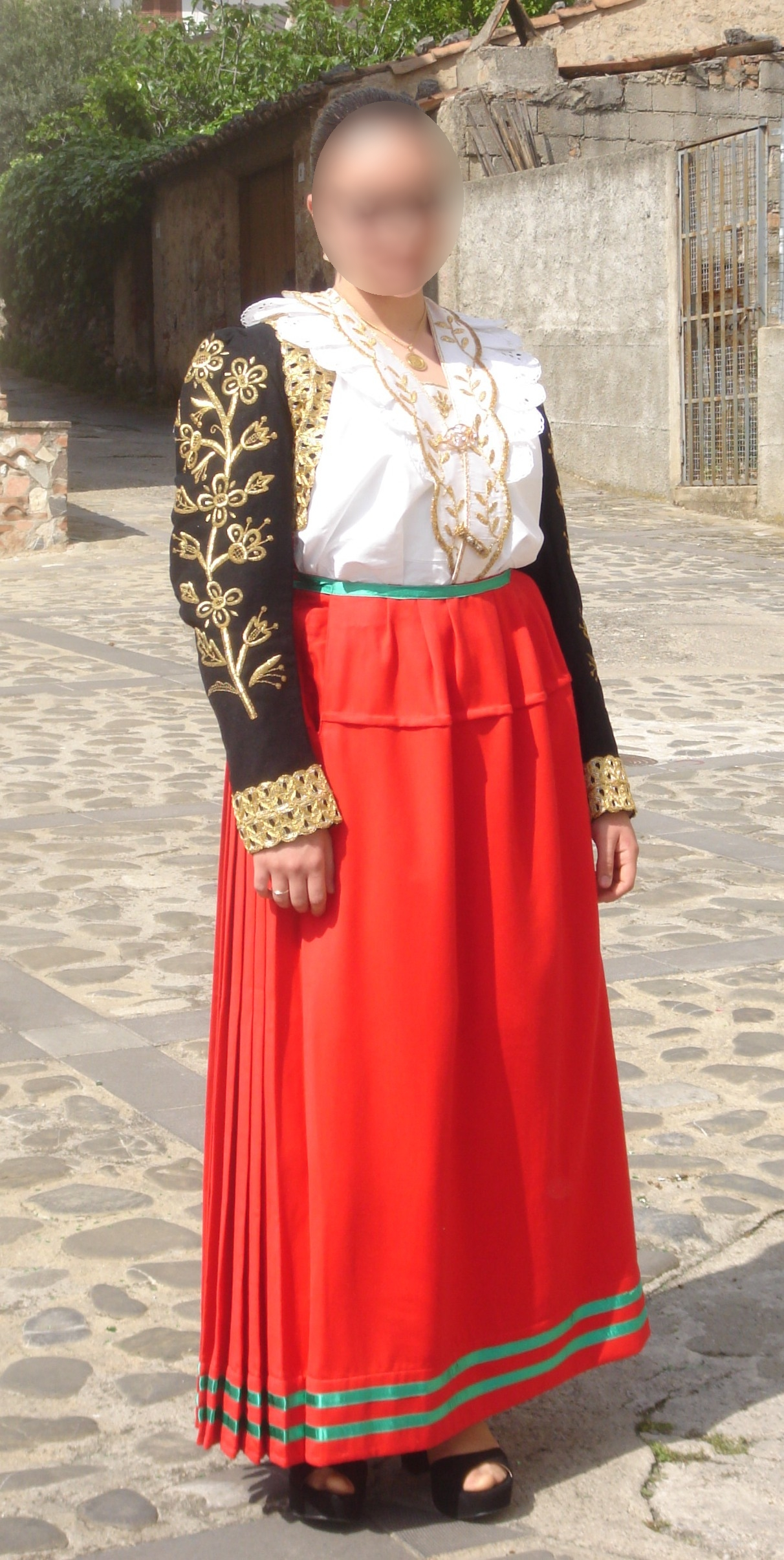
Costume tipico Arbëresh di Eianina

I festeggiamenti per il Santo Patrono, San Basilio, si svolgono il primo di Gennaio, accompagnati dalla processione dei cittadini che accolgono l'anno nuovo gioiendo e celebrando il giorno con particolari pietanze; famoso è il detto "Shën Vasili ture shkuar rrashkatjielte ture mburuar", ovvero "al passaggio di San Basilio si moltiplicano i maccheroni". 
Le Valle (seconda domenica dopo Pasqua) sono danze o ridde, con la cattura dei "letinjt" (non albanesi) che un apposito gruppo di untori ha già provveduto ad individuare annerendogli il volto. È una danza che si esegue cantando in coro. Essa si svolge per secolare tradizione. Gruppi di donne nei costumi tradizionali albanesi si tengono per mano o mediante fazzoletti. All'estremità della catena stanno due cavalieri. Con evoluzioni, si imprigiona qualcuno, che per essere liberato, deve pagare un riscatto, consistente nell'offerta di una libagione. Si dice che questa tradizione è collegata alla vittoria che l'eroe nazionale albanese Giorgio Castriota Scanderbeg avrebbe riportato il martedì dopo Pasqua (24 aprile 1467) contro gli Ottomani.

#### La Madonna di Lassù
Nella seconda domenica dopo Pasqua si festeggia la Madonna di Lassù (Shën Mëria Këtje lartë), che è situata in un antico e diroccato santuario basiliano a nord-est del paese. La tradizione vuole che, dopo la liturgia che si svolge in montagna nel santuario, i fedeli scendano in paese intonando canti religiosi; nel pomeriggio, si svolge la danza popolare tipica, conosciuta come Vallja. Il costume che indossano le donne in quest'occasione è di seta grezza e orlato d'oro, mentre il gilè è di castoro nero, anch'esso ricamato con filo d'oro.

#### PiçKaminet
Il 13 dicembre il paese attende la festività di Santa Lucia illuminato dai falò (piçKaminet). Ogni vicinato (gjitonìa) ha il suo e intona, intorno ad esso, canti dedicati alla Santa e Vjershi.

### Gastronomia
Tra i tipici prodotti gastronomici del periodo natalizio spiccano petullat, kanaletet e krustulit. La Petulla, pasta madre fritta secondo antiche tradizioni nell'olio extravergine d'oliva locale, viene consumata anche durante la festività di San Basilio.
Kanaletet e krustulit, sono dolci a base di farina, uova, zucchero e miele, che richiedono lunga preparazione e si consumano accompagnati da vino bianco. Molti altri sono i prodotti tipici, derivati da un misto di tradizioni arbëreshë e calabresi. Si nota nella gastronomia locale un uso massiccio dei prodotti della terra, ma soprattutto un forte attaccamento alle tradizioni.

## Economia
La principale attività degli abitanti è l'agricoltura. Nella pianura sottostante il paese si coltiva l'olivo e la vite. Rinomata è la produzione del vino classificato come D.O.C. Un tempo era molto praticata la pastorizia, ma attualmente sono poche le famiglie dedite a questa attività.

## Sport
Nella falesia di Eianina, alle pendici del massiccio del Pollino, si pratica il "free-climbing", sport estremo di arrampicata a mani nude sulla roccia. Quella di Eianina è la prima parete attrezzata per l'arrampicata sportiva in Calabria.

## Curiosità
Il nome precedente di Eianina fu quello di "Porticilli", che il popolo adattò in "Purcili", sino al 1939, anno in cui fu definitivamente cambiato in Eianina.
Eianina fa parte dell'Eparchia di Lungro ed i fedeli professano la religione cristiana cattolica di rito greco-bizantino.